# Bulbophyllum rubrolineatum
Bulbophyllum rubrolineatum là một loài phong lan thuộc chi Bulbophyllum.